# Blageon
Telestes souffia
Espèce
Statut de conservation UICN

 LC  : Préoccupation mineure
Synonymes
- Chondrostoma rysela (Agassiz, 1835)
- Leuciscus agassii (Valenciennes, 1844)
- Leuciscus agassizii (Valenciennes, 1844)
- Leuciscus comes (Costa, 1838)
- Leuciscus souffia Risso, 1827 (Protonyme)
- Leuciscus souffia agassizi (Valenciennes, 1844)
- Leuciscus souffia souffia (Risso, 1826)
- Leuciscus soufia (Risso, 1827)
- Telestes agassizii (Valenciennes, 1844)
- Telestes rysela (Heckel, 1852)
- Telestes savigny (Bonaparte, 1840)
- Telestes soufia soufia (Risso, 1827)

Le Blageon (Telestes souffia) est une espèce de poissons actinoptérygiens du genre Telestes (en) et de la famille des Cyprinidés qui vit dans les eaux douces d'Europe.
Il est présent de l'Est de la France à l'ex-Yougoslavie.
Une population isolée existe également entre la Roumanie et l'Ukraine.
L'Union internationale pour la conservation de la nature (UICN) a évalué cette espèce en préoccupation mineure due à sa large répartition géographique et à ses effectifs stables. Il est commun dans certaines parties de son aire de répartition et plus sporadique ailleurs.

## Taxinomie

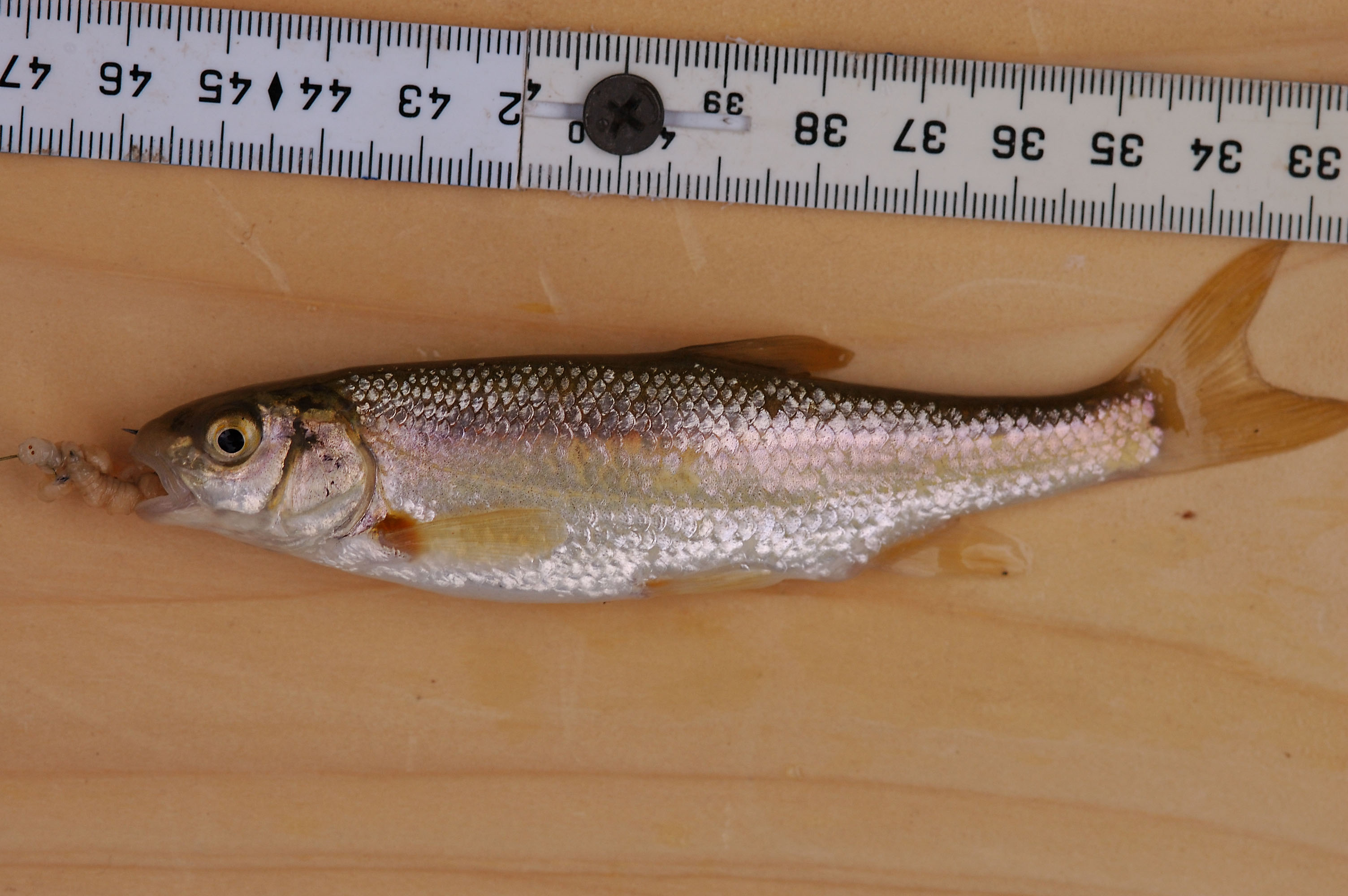
Un spécimen de blageon italien (Telestes muticellus) pêché dans le Tibre, en Italie centrale. Il est très souvent confondu avec le blageon continental.

Encore récemment classé dans le genre Leuciscus, le blageon était connu sous le nom de Leuciscus souffia, jusqu'à ce que des études récentes trouvent de sensibles différences sur le plan génétique entre le blageon et les vandoises du genre Leuciscus, à tel point que le blageon et des espèces apparentés sont maintenant classés dans un nouveau genre : Telestes.
Autrefois, la population du Danube était considérée comme une espèce différente appelée Telestes rysela mais par la suite, les scientifiques considèrent qu'il n'y pas de sensible différence pour le différencier de Telestes souffia, présent surtout dans le Rhône.
Ce poisson est divisé généralement en 3 sous-espèces :
- Telestes souffia agassizi : présent en particulier dans le Rhin du Bade-Wurtemberg, dans le bassin du Danube de la Bavière et dans les Alpes où il peut vivre à une altitude de 850 mètres.
- Telestes souffia souffia : vit dans le bassin versant du Rhône, du Var et de l'Hérault, ainsi que dans le haut bassin de la Seine.
- Telestes souffia montenegrinus : peut être trouvé dans le Morača et les Alpes dinariques.

Le blageon italien (Telestes muticellus), présent dans les Alpes-Maritimes, dans le nord et le centre de l'Italie et en Suisse, autrefois considéré comme une sous-espèce, est maintenant classé comme une espèce distincte. Il est toutefois très souvent confondu avec ce dernier.

## Description
C'est un poisson un peu plus coloré que la plupart des cyprinidés d'Europe.
Ce petit cyprinidé possède un corps fuselé, subcylindrique, comprimé et mince : sa tête est assez courte, conique et arrondie, comprenant un museau arrondi et une petite bouche fendue en oblique.
Il possède des écailles cycloïdes et des dents pharyngiennes.
C'est un nageur performant, grâce à ses grandes nageoires par rapport à son corps, notamment sa nageoire caudale
Son dos est d'un sombre brun-gris à reflets métalliques bleutés. Ses flancs sont argentés, sa face ventrale est blanchâtre. Les nageoires peuvent être brunâtres, claires à jaunâtres avec parfois des reflets verdâtres, légèrement teintées d'orange à la base uniquement (comme le spirlin, avec lequel il ne faux pas le confondre).
Comme beaucoup de poissons, il possède une ligne latérale soulignée parfois d'un pigment rouge plutôt orangé ou d'un liseré noir.
Les mâles arborent à la saison de reproduction une bande violacée brillante sur les flancs qui s'étend de l'œil jusqu'à la nageoire caudale.
Une autre bande plus claire et plus fine est présente au-dessus de cette bande plus sombre et plus colorée.
Il mesure en moyenne de 9 à 12 cm pour les mâles et de 15 à 20 cm pour les femelles mais ce cyprinidé peut atteindre exceptionnellement une longueur de 25 cm pour 100 g.

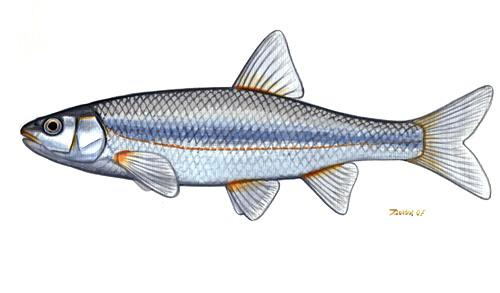
Représentation d'un blageon.

## Biologie et écologie
Ce poisson fréquente les eaux courantes et qui correspondent à la zone à ombre (classification de Huet), à la fois fraîches et claires des rivières et des torrents à fond de graviers où il réside en eau libre en profondeur.
Il fréquente plus rarement les lacs.
Le blageon est surtout grégaire mais il peut être solitaire.
Il chasse parfois en formant des bancs.
Ce cyprinidés a un régime alimentaire à forte dominante carnivore, avec une grande variété d'aliments consommés comme : du plancton, de petits invertébrés aquatiques comme les larves de libellule ou de phryganes, d'algues filamenteuses et aussi d'œufs.

## Reproduction

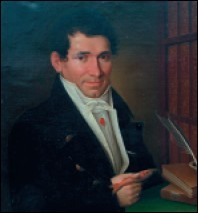
Antoine Risso, naturaliste ayant décrit Leuciscus souffia.

La saison de ponte peut varier à avril, mai et juin (au moins une ponte à chaque saison), en fonction de la température, dans une eau dépassant 12 °C le plus souvent.
Les spécimens adultes se dirigent vers les affluents d'un lac dans les zones à courant, peu profondes et dans des eaux claires, avec des fonds de gravier. Après la ponte déposée sous des pierres, composée de 3 000 à 8 000 œufs (relativement peu pour un poisson), de couleur jaune pâle et qui ont un diamètre de 1,3 mm, les adultes migrent vers l'aval.
Les œufs éclosent après une semaine ou deux, libérant des alevins qui migrent vers les eaux calmes pour se nourrir de plancton, qui vont par la suite se diriger dans la rivière principale.
La maturité sexuelle survient au bout de 3 ans. À partir de là et à la période de reproduction, il se recouvre à la tête de tubercules appelés épithéliums.
Sa longévité est de 10 à 15 ans.

## Distribution
La répartition du blageon s'étend en Europe de manière continue de l'est de la France jusqu'à la Bosnie-Herzégovine. Il est présent dans le bassin versant du Danube puis une autre population importante se situe entre le Nord de la Roumanie et le Sud-Ouest de l'Ukraine.
Il est présent dans les pays suivants : Allemagne, Autriche, Bosnie-Herzégovine, Croatie, France, Hongrie, Italie, Liechtenstein, République tchèque, Roumanie, Slovaquie, Slovénie, Suisse et Ukraine.
En France, c'est principalement un poisson du Sud-Est du pays. Il est présent et commun surtout dans l'ensemble du bassin versant du Rhône (Saône comprise) et des fleuves côtiers comme le Var et l'Hérault. Une population est aussi implantée dans l'amont de la Seine et de l'Ource. En France et en Allemagne, il peuple aussi sporadiquement le Rhin et ses affluents (Moselle comprise).
Une introduction a été tentée en Espagne à partir de spécimens provenant d'Italie orientale mais l'espèce ne s'est pas acclimatée.

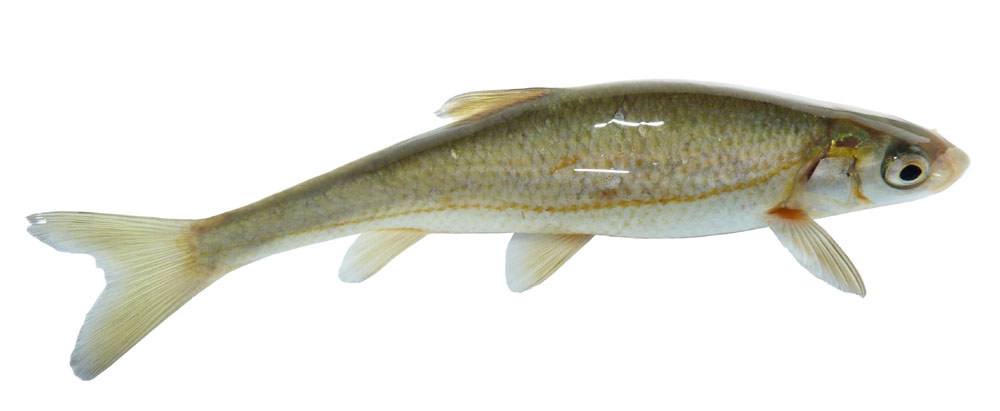
Un blageon capturé lors d'une pêche électrique sur le fleuve Hérault, en France.

## Relations avec l'homme
Le blageon est menacé surtout par la pollution des eaux et la multiplication des barrages hydrauliques limitant sa migration notamment pour la reproduction.
Bien que l'espèce soit peu rencontrée, la liste rouge de l'UICN le classe en « préoccupation mineure » (LC) en raison de son assez large distribution, ne souffrant pas de grandes menaces généralisées et de ses effectifs stables.
En France, il est cependant classé en « quasi menacée » (NT) sur la liste rouge des espèces menacées de France, à cause de sa présence assez limitée dans ce pays (partie Est), de sa faible diversité génétique dans certains endroits (comme les populations du Vidourle, de l'Hérault et de la Saône), par la concurrence d'espèces plus compétitives comme le gardon, le hotu ou le chevaine, mais aussi le risque d'introgression avec le blageon italien (Telestes muticellus) dans le Var.
La conservation est possible et nécessaire pour les populations à forte diversité génétique et peuplant des zones peu polluées (comme les populations de l'Ain, du Buech et du Jabron).
Cette espèce est capturée le plus souvent en utilisant la mouche de pêche. Il peut être utilisé comme appât pour attraper les truites. Le blageon reste toutefois une espèce peu pêchée.
Sa chair est parfois utilisée en friture mais sa consommation reste limitée.

## Autres noms vernaculaires
- Autres noms français : blavin, seufe, sofie (terme prêtant à confusion avec le toxostome), soufie, rougette, vairon (à ne pas confondre avec le vairon commun)
- Nom anglais : souffia, western vairone, telestes
- Nom allemand : strömer, laugen, grieslaugen
- Nom italien : vairone occidentale
- Nom danois : strømling
- Nom polonais : jelec nadkamiennik
- Nom hongrois : vaskos, csabak
- Nom serbe : jelsovka
- Nom roumain : albisoara, clean dungat
- Nom norvégien : strømling
- Nom suède : strömling
- Nom finnois : siniseipi
- Nom russe : andruga